# Marie von Preußen (1855–1888)

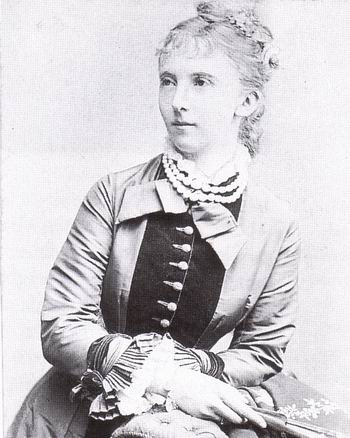
Prinzessin Marie von Preußen, um 1878

Prinzessin Marie von Preußen, vollständiger Name Marie Elisabeth Louise Frederika von Preußen (* 14. September 1855 im Marmorpalais in Potsdam; † 20. Juni 1888 in Dresden) war ein Mitglied des Hauses Hohenzollern und durch Heirat Prinzessin der Niederlande, später Prinzessin von Sachsen-Altenburg.

## Leben

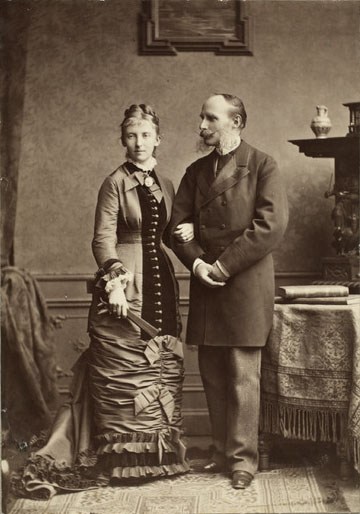
Prinzessin Marie und ihr erster Ehemann, um 1878

Prinzessin Marie war die älteste Tochter des preußischen Feldmarschalls Prinz Friedrich Karl Nikolaus von Preußen (1828–1885) und seiner Ehefrau, der Prinzessin Maria Anna von Anhalt-Dessau (1837–1906), die ihrerseits jüngste Tochter des Herzogs Leopold IV. Friedrich und der Prinzessin Friederike von Preußen war.
Am 24. August 1878 heiratete Prinzessin Marie im Neuen Palais in Potsdam Prinz Heinrich von Oranien-Nassau (1820–1879), seit 1850 Gouverneur von Luxemburg und Admiralleutnant zur See. Er war der dritte Sohn des niederländischen Königs Wilhelm II. und dessen Gattin, der russischen Großfürstin Anna Pawlowna. Der Grund der Eheschließung war das drohende Ende der Dynastie Oranien-Nassau, da der König zu diesem Zeitpunkt keine verheirateten Söhne hatte. Die Ehe blieb jedoch kinderlos.
Prinzessin Marie war die Patentante ihres Neffen Prince Arthur of Connaught, dem einzigen Sohn ihrer Schwester Luise Margareta, Duchess of Connaught. Die Tauffeierlichkeiten fanden in der Privatkapelle auf Windsor Castle statt.
Sechs Jahre nach Prinz Heinrichs Tod, am 6. Mai 1885, ging Prinzessin Marie in Berlin eine zweite Ehe mit Prinz Albert von Sachsen-Altenburg (1843–1902), einem Sohn von Prinz Eduard und dessen zweiter Gemahlin, der Prinzessin Luise Caroline Reuß zu Greiz, ein. Aus dieser Ehe, die allen Berichten zufolge harmonisch verlief, gingen zwei Töchter hervor:
- Olga Elisabeth (1886–1955) ⚭ 1913 Graf Carl Friedrich von Pückler-Burghauss (1886–1945)
- Marie (1888–1947) ⚭ 1911–1921 Prinz Heinrich XXXV. Reuß zu Köstritz (1887–1936)

Die Prinzessin starb 1888 an den Folgen des Kindbettfiebers und wurde in der Familiengruft derer von Sachsen-Altenburg beigesetzt. Ihr Ehemann heiratete 1891 in Remplin in zweiter Ehe Helena Herzogin von Mecklenburg-Strelitz (1857–1936), eine Nichte des Großherzogs Friedrich Wilhelm von Mecklenburg-Strelitz, sowie die Enkelin des russischen Großfürsten Michael Pawlowitsch Romanow.

## Name in verschiedenen Lebensphasen
- 1855–1878 Prinzessin Marie von Preußen
- 1878–1885 Prinzessin Heinrich der Niederlande; Prinzessin Marie der Niederlande, Prinzessin von Oranien-Nassau
- 1885–1888 Prinzessin Marie von Sachsen-Altenburg